# Daybreaker
Daybreaker è il quinto album studio della band inglese Architects, pubblicato il 28 maggio 2012 nel Regno Unito e nella maggior parte dell'Europa e il 5 giugno dello stesso anno negli Stati Uniti d'America.

## Descrizione
Intervistato, il chitarrista Tom Searle ha affermato che, a differenza di quanto molti possano dire sul conto della band, il loro modo di far musica non è peggiorato, anzi, gli Architects hanno ritrovato l'entusiasmo di fare musica. I testi sono più politici e meno personali, incentrati sulla religione, i media, la società odierna e il rapporto con il denaro.
Daybreaker è inoltre l'ultimo album della band con Tim Hillier-Brook alla chitarra ritmica.

### Tematiche
La seconda canzone dell'album, Alpha Omega è stata spiegata dal chitarrista Tom Searle: egli ha argomentato il passaggio "No ups, No Downs. I'll find peace buried in the ground" alla rivista Kerrang! sostenendo che tratta dell'ateismo. Searle aggiunge: "ma direi che sono più aperto nei confronti di idee riguardanti la spiritualità rispetto a prima. Non è la spiritualità che mi colpisce, tuttavia - è la religione. Per me, ciò significa accettare che non esistono il Paradiso e l'Inferno. Non c'è un 'aldilà' nel senso religioso tradizionale. Non vi è sicuramente niente di più pacifico del nulla assoluto" . Il titolo della canzone è composto dalla prima e rispettivamente l'ultima lettera dell'alfabeto greco. I due termini provengono dalla frase "Io sono l'Alfa e l'Omega", riferita a Dio nel libro della Rivelazione della Bibbia (versi 1:8, 21:6 e 22:13). Il titolo è stato usato per dimostrare che Lui è il Signore eterno e controlla il passato, il presente e il futuro. Le due parole, Alfa e Omega non compaiono nel testo della canzone, tuttavia Sam Carter canta della non esistenza del Paradiso e dell'inferno: "One life. One chance. The world in front of me".

## Tracce
1. The Bitter End – 2:55
2. Alpha Omega – 3:55
3. These Colours Don't Run (feat. Jon Green dei Deez Nuts) – 4:01
4. Daybreak – 3:32
5. Truth, Be Told – 4:31
6. Even If You Win, You're Still a Rat (feat. Oliver Sykes dei Bring Me the Horizon) – 3:12
7. Outsider Heart (feat. Drew York degli Stray from the Path) – 3:27
8. Behind the Throne – 4:08
9. Devil's Island – 4:06
10. Feather of Lead – 2:50
11. Unbeliever – 4:44
12. Black Blood (Traccia bonus della deluxe standard) – 4:34
13. Cracks in the Earth (Traccia bonus della deluxe standard) – 3:21
14. Blood Bank(cover) (Traccia bonus della deluxe standard) – 5:15
15. Of Dust and Nations(cover) (Traccia bonus della deluxe standard) – 3:43

Tracce bonus nell'edizione britannica di iTunes
1. Rise Against – 3:51

Tracce bonus nell'edizione giapponese
1. Cracks in the Earth – 3:22
2. Rise Against – 3:51
3. Untitled (Dall'ep di Devil's Island) – 3:29

## Formazione
- Sam Carter – voce
- Tom Searle – chitarra solista, tastiera, programmazione
- Tim Hillier-Brook – chitarra ritmica
- Alex "Ali Dino" Dean – basso
- Dan Searle – batteria, percussioni, programmazione

## Classifiche
| Classifica (2012)         | Posizione massima |
| ------------------------- | ----------------- |
| Canada                    | 144               |
| Belgio (Fiandre)          | 182               |
| Germania                  | 93                |
| Regno Unito               | 42                |
| Stati Uniti (heatseekers) | 28                |

## Date di pubblicazione
| Nazione      | Data           | Etichetta     | Formato | Fonte |
| ------------ | -------------- | ------------- | ------- | ----- |
| Europa       | 28 maggio 2012 | Century Media | CD      | [ 7 ] |
| Nord America | 5 giugno 2012  | Century Media | CD      | [ 7 ] |
| Giappone     | 6 giugno 2012  | Zestone       | CD      |       |